# 69264 Небра
69264 Небра (69264 Nebra) — астероїд головного поясу, відкритий 14 серпня 1988 року.
Тіссеранів параметр щодо Юпітера — 3,499.